# Абдулла Ідріс
Абдулла Ідріс (араб. عبد الله إدريس, нар. 16 серпня 1999) — еміратський футболіст, захисник клубу «Аль-Джазіра».
Виступав, зокрема, за клуб «Аль-Джазіра», а також національну збірну ОАЕ.
Чемпіон ОАЕ. Володар Суперкубка ОАЕ.

## Клубна кар'єра
Народився 16 серпня 1999 року. Вихованець футбольної школи клубу «Аль-Джазіра». Дорослу футбольну кар'єру розпочав 2016 року в основній команді того ж клубу, кольори якої захищає й донині.

## Виступи за збірні
З 2021 року залучався до складу молодіжної збірної ОАЕ. На молодіжному рівні зіграв у 5 офіційних матчах, забив 1 гол.
У 2023 році дебютував в офіційних матчах у складі національної збірної ОАЕ.
У складі збірної був учасником кубка Азії з футболу 2023 року у Катарі.

## Титули і досягнення
- Чемпіон ОАЕ (1):

«Аль-Джазіра»: 2020-2021
- Володар Суперкубка ОАЕ (1):

«Аль-Джазіра»: 2021